# 연평도 충민사
연평도 충민사는 인천광역시 옹진군 연평면에 있는 임경업 장군을 기리기 위한 사당이다. 1985년 12월 12일 옹진군의 향토유적 제1호로 지정되었다.

## 개요
조선 중기의 명장 임경업(1594~1646) 장군이 연평도 주민에게 끼친 전설적인 시해를 숭모, 제향하는 사당으로, 인조 때 당시 평안도 병마절도사 겸 안주목사로 있던 임경업장군이 두 왕자(소현세자, 봉림대군)를 구출하기 위해 청을 쳐야한다고 생각하고 제물포에서 배를 타고 산동으로 향하던 도중에 연평도에 잠시 정박하게 되어, 가시나무를 연평도 앞바다에 꽂게하여 간조 때에 많은 고기를 잡았다고 한다. 이것이 조기잡이의 유래가 되어 주민들이 임경업장군의 선견지명을 숭배해 사당을 건립하고 봄마다 풍어를 기원하는 제사를 지내게 되었다.(임경업 장군 및 조기잡이 유래는 전설로만 알려져 오고 있으며 구체적인 문헌기록은 찾기 힘들다)

## 현지 안내문
조선 중기의 명장 임경업(名將 林慶業) 장군이 연평도 주민에게 끼친 전설적인 시혜(施惠)를 숭모(崇慕), 제향(祭享)하는 사당(祠堂)이다. 인조(仁祖) 때 병자호란(丙子胡亂)으로 근세사상 처음보는 치욕을 당하고 소현세자(昭顯世子), 봉림대군(鳳林大君) 두 왕자(王子)가 인질(人質)로 잡혀가게 되었다. 당시 평안도 병마절도사(平安道 兵馬節度使) 겸 안주목사(安州牧使)로 있던 임경업장군(林慶業將軍)은 두 왕자를 구출하기 위해서는 명(明)나라를 통해 청(淸)을 쳐야한다고 생각했다. 그리하여 제물포(濟物浦)에서 배를 타고 산동(山東)으로 향하던 도중에 연평도(延平島)를 통과할 무렵 선원들이 식수(食水)와 부식(副食)을 싣기 위해 잠시 정박(定泊)하게 되었다. 이때 장군은 가시나무를 연평도(延平島) 앞바다에 꽂게하여 간조(干潮)때에 많은 고기를 잡았다고 한다. 가시나무에 꽂힌 이 고기의 머리에 흰돌같은 것이 박혀 있었으므로 이를 석수어(石首魚), 곧 조기라 일컫게 되고 이것이 조기잡이의 유래가 되었다고 한다. 그 뒤 주민들은 임경업장군의 선견지명(先見之明)을 숭배(崇拜)하여 사당(祠堂)을 건립(建立)하고 봄마다 풍어(豐漁)를 기원하는 제사(祭祀)를 지내게 되었다. 그러나 충민사(忠愍祠)와 임장군, 조기잡이의 유래는 전설로만 알려져 왔을 뿐 구체적인 문헌기록은 거의 찾아 볼 수 없다. 임장군이 당시 친명배청파(親明拜聽派)의 대표적인 무장(武將)이었을 뿐 아니라 인조18년 주사상장(舟師上將), 그 뒤 명군(明軍)의 총병(摠兵)으로 활약하다가 국내 김자점(金自點) 등의 모함으로 원사(冤死)했던 만큼 일반 민중들의 동정(同情)과 숭모(崇慕)가 이러한 전설(傳說)로서 미화(美化)되었을 가능성도 없지 않다. 특히 충민사(忠愍祠)가 유교적인 제향의례(祭享儀禮)에서 벗어나 전주민이 참여하는 민중적 차원의 풍어 신앙(豐漁 信仰)으로 서민화(庶民化된) 것을 흥미로운 일이다.

## 같이 보기
- 임경업